# The Little Drummer Boy
«The Little Drummer Boy» — кэрол, сочинённый в 1941 году американкой Кэтрин Кэнникотт Дэвис. Изначально опубликован под названием «Carol of the Drum».
Песня получила известность, когда в 1958 году Гарри Симеоне записал её со своей группой Harry Simeone Chorale для лейбла The Twentieth Century-Fox. Название композиции Симеоне изменил на более персонализированное «The Little Drummer Boy», а сам он, равно как и его друг Henry Onorati, были указаны соавторами песни наряду с Дэвис. Запись достигла строчки № 13 в чарте Billboard Hot 100. Данный сингл также возглавлял хит-парад Billboard Christmas Singles в 1964, 1965, 1966 и 1968 годах, продолжая появляться в поп-чартах вплоть до начала 1980-х годов.
Аналогично более старому кэролу «Pat-a-Pan», сюжет песни строится вокруг старинной темы одаривания подарками Младенца Иисуса. На фоне легких ударов барабана (его звучание символически изображает напев «рам-пам-пам-пам»), композиция исполняется от лица маленького мальчика, пришедшего к колыбели Спасителя. Однако ему нечего подарить Иисусу, кроме простой музыки, которую он играет на своём барабане. В то время как Дева Мария одобрительно кивает головой, а животные покачиваются в такт, лицо младенца озаряется благодарной улыбкой.
С годами песня превратилась в рождественский стандарт, представая публике в интерпретациях многочисленных хоровых коллективов и исполнителей рождественских песен (кэролеров), звуча фоном в супермаркетах, а также была спета, например, Дэвидом Боуи в специальной рождественской телепередаче с участием Бинга Кросби в 1977 году. Сам персонаж из песни — маленький мальчик-барабанщик — впоследствии стал героем двух телевизионных короткометражных кукольных мультфильмов: The Little Drummer Boy (1968) и The Little Drummer Boy, Book II (1976).
В перечне 25 самых часто исполняемых рождественских песен XX века, составленном ASCAP, «The Little Drummer Boy» заняла строчку № 10. Эту же позицию она сохранила и в новой версии рейтинга, подводившей итоги первого десятилетия XXI века.